# Usina Hidrelétrica de Ibitinga
A Usina Hidrelétrica de Ibitinga é uma usina hidrelétrica brasileira localizada em Ibitinga, no estado de São Paulo.

## Características
Começou a operar em 24 de abril de 1969. Possui três unidades geradoras com três turbinas Kaplan, com potência instalada de 131,49 MW a partir de um desnível máximo de 21,2 m. A barragem tem 1.519,75 metros de comprimento, e o reservatório tem 114 km² de extensão.
A barragem possui dez comportas, sendo sete de superfície e três de fundo. Está localizada na Rodovia Cezário José de Castilho (SP-321), km 407 em Ibitinga, SP.
Seu nível máximo operacional é de 404 m acima do nível do mar e seu nível mínimo operacional é de 403,5 m acima do nível do mar.
É considerada uma usina hidrelétrica a fio d'água.